# Laurence Fishburne
Laurence John Fishburne III (Augusta, 30 luglio 1961) è un attore statunitense.
Celebre per il ruolo di Morpheus nei primi tre film della saga di Matrix, Fishburne ha vinto un Tony Award come miglior attore non protagonista in Two Trains Running (1992) e un Emmy Award per la sua partecipazione alla serie TV Tribeca (1993). Ha ottenuto una candidatura al Premio Oscar nel 1994, per l'interpretazione di Ike Turner nel film Tina - What's Love Got to Do with It.

## Biografia
Laurence Fishburne detto Larry è nato ad Augusta in Georgia il 30 luglio 1961, figlio di Hattie Bell (nata Crawford), un'insegnante di matematica e scienze, e di Laurence John Fishburne, Jr., agente in un penitenziario giovanile. Dopo che i genitori divorziarono durante la sua infanzia, si trasferì con la madre a Brooklyn, New York, dove è cresciuto. Fishburne si è laureato alla Lincoln Square Academy di New York, poi chiusa negli anni Ottanta.
Comincia a recitare alla televisione come attore bambino in una parte drammatica di rilievo nel film If You Give a Dance, You Gotta Pay the Band (1972), una delle prime rappresentazioni realistiche della vita di giovani ragazzi afroamericani in un ghetto urbano degli Stati Uniti del tempo. Dal 1973 al 1976 appare con regolarità nella popolare soap opera Una vita da vivere (One Life to Live) dove è "Joshua West", un ragazzino di strada adottato dai genitori appena sposatisi; è la prima famiglia afroamericana ad apparire in una soap opera americana. Nel 1975 è protagonista del film Cornbread, Earl and Me, dove interpreta il ruolo di un ragazzino testimone dell'uccisione per errore da parte della polizia di un giovane promettente giocatore di basketball, in una vicenda ispirata ad un romanzo di Ronald Fair, Hog Butcher (1966). Con Marc Copage, George Spell, Kevin Hooks e Erin Blunt, Larry Fishburne fa parte di quella generazione di attori bambini afroamericani cui si affida la responsabilità di offrire per la prima volta al pubblico americano un'immagine meno stereotipata di se stessi, sulla spinta delle lotte per i diritti civili tra gli anni sessanta e settanta, in netta rottura con il passato.
Il ruolo che consacra Fishburne all'attenzione generale è l'interpretazione del giovane soldato Clean in Apocalypse Now di Francis Ford Coppola nel 1979. Quando iniziò la produzione del film nel 1976, l'attore aveva solo 14 anni, dunque mentì sulla sua età per ottenere la parte. Le riprese però durarono così a lungo che compì effettivamente 17 anni quando il film venne completato.
Nel 1994 è candidato al Premio Oscar quale miglior attore per la sua interpretazione in Tina - What's Love Got to Do With It.
Dopo una lunga carriera cinematografica, nel 1999 è arrivato il grande successo di pubblico con l'interpretazione di Morpheus in Matrix.
Il 19 agosto 2008 la CBS ha annunciato il suo ingresso nella fortunata serie televisiva CSI - Scena del crimine. L'esordio è avvenuto nella nona stagione, in onda da ottobre 2008 negli Stati Uniti. Il suo arrivo combacia con la partenza del personaggio di Gil Grissom (interpretato da William Petersen). Nel giugno 2011 l'attore ha deciso di non rinnovare più il contratto per la dodicesima stagione della serie, perciò il personaggio di Raymond Langston ha lasciato la squadra della scientifica alla fine della undicesima stagione.
Nel 2011 recita nel film Contagion di Steven Soderbergh.
Dal 2013 al 2015 è nel cast della serie Hannibal.

## Vita privata
Nel 1985 ha sposato in Etiopia l'attrice Hajna O. Moss che gli ha dato due figli: Langston, nato nel 1987, e Montana nata nel 1991.
Il 22 settembre 2002 ha sposato l'attrice Gina Torres, conosciuta durante le riprese di Matrix Reloaded. Nel 2007 è nata Delilah, la loro prima figlia. Nel settembre 2016 la coppia ha annunciato la propria separazione, avvenuta il 16 ottobre. Laurence cita "differenze inconciliabili" e cerca la custodia congiunta e fisica della figlia di 10 anni della coppia, Delilah.
Il 3 novembre 2017 viene ufficializzato il divorzio.
Ad agosto 2010 diventa argomento di discussione per i media poiché la figlia Montana prende il nome d'arte Chippy D e decide di entrare nel mondo del porno.

## Filmografia

### Attore

#### Cinema
- Cornbread, Earl and Me, regia di Joseph Manduke (1975)
- Fast Break, regia di Jack Smight (1979)
- Apocalypse Now, regia di Francis Ford Coppola (1979)
- Io, Willy e Phil (Willie and Phil), regia di Paul Mazursky (1980)
- Il giustiziere della notte n. 2 (Death Wish II), regia di Michael Winner (1982)
- Rusty il selvaggio (Rumble Fish), regia di Francis Ford Coppola (1983)
- Cotton Club (The Cotton Club), regia di Francis Ford Coppola (1984)
- Il colore viola (The Color Purple), regia di Steven Spielberg (1985)
- Quicksilver - Soldi senza fatica (Quicksilver), regia di Thomas Michael Donnelly (1986)
- I 5 della squadra d'assalto (Band of the Hand), regia di Paul Michael Glaser (1986)
- Nightmare 3 - I guerrieri del sogno (A Nightmare on Elm Street 3: Dream Warriors), regia di Chuck Russell (1987)
- Giardini di pietra (Gardens of Stone), regia di Francis Ford Coppola (1987)
- Bambola meccanica mod. Cherry 2000 (Cherry 2000), regia di Steve DeJarnatt (1987)
- Aule turbolente (School Daze), regia di Spike Lee (1988)
- Danko (Red Heat), regia di Walter Hill (1988)
- King of New York, regia di Abel Ferrara (1990)
- Boyz n the Hood - Strade violente (Boyz n the Hood), regia di John Singleton (1991)
- Uomini al passo (Cadence), regia di Martin Sheen (1991)
- Conflitto di classe (Class Action), regia di Michael Apted (1991)
- Massima copertura (Deep Cover), regia di Bill Duke (1992)
- Tina - What's Love Got to Do with It (What's Love Got to Do with It), regia di Brian Gibson (1993)
- In cerca di Bobby Fischer (Searching for Bobby Fischer), regia di Steven Zaillian (1993)
- L'università dell'odio (Higher Learning), regia di John Singleton (1995)
- Bad Company, regia di Damian Harris (1995)
- La giusta causa (Just Cause), regia di Arne Glimcher (1995)
- Othello, regia di Oliver Parker (1995)
- Inseguiti (Fled), regia di Kevin Hooks (1996)
- Punto di non ritorno (Event Horizon), regia di Paul W. S. Anderson (1997)
- Hoodlum, regia di Bill Duke (1998)
- Matrix (The Matrix), regia di Andy e Larry Wachowski (1999)
- 20/20 - Target criminale (20/20), regia di Laurence Fishburne (2000)
- Biker Boyz, regia di Reggie Rock Bythewood (2003)
- Matrix Reloaded (The Matrix Reloaded), regia di Andy e Larry Wachowski(2003)
- Mystic River, regia di Clint Eastwood (2003)
- Matrix Revolutions (The Matrix Revolutions), regia di Andy e Larry Wachowski (2003)
- Assault on Precinct 13, regia di Jean-François Richet (2005)
- Una parola per un sogno (Akeelah and the Bee), regia di Doug Achison (2006)
- Mission: Impossible III, regia di J. J. Abrams (2006)
- Five Fingers - Gioco mortale (Five Fingers), regia di Laurence Malkin (2006)
- Bobby, regia di Emilio Estevez (2007)
- Bobby Z - Il signore della droga (The Death and Life of Bobby Z), regia di John Herzfeld (2007)
- Tortured, regia di Nolan Lebovitz (2008)
- 21, regia di Robert Luketic (2008)
- Days of Wrath, regia di Celia Fox (2008)
- Blindato, regia di Nimród Antal (2009)
- Black Water Transit, regia di Tony Kaye (2009)
- Predators, regia di Nimród Antal (2010)
- Contagion, regia di Steven Soderbergh (2011)
- The Colony, regia di Jeff Renfroe (2013)
- L'uomo d'acciaio (Man of Steel), regia di Zack Snyder (2013)
- Poliziotto in prova (Ride Along), regia di Tim Story (2014)
- The Signal, regia di William Eubank (2014)
- Ti lascio la mia canzone (Rudderless), regia di William H. Macy (2014)
- Standoff - Punto morto (Standoff), regia di Adam Alleca (2016)
- Batman v Superman: Dawn of Justice, regia di Zack Snyder (2016)
- Passengers, regia di Morten Tyldum (2016)
- John Wick - Capitolo 2 (John Wick: Chapter 2), regia di Chad Stahelski (2017)
- Last Flag Flying, regia di Richard Linklater (2017)
- Ant-Man and the Wasp, regia di Peyton Reed (2018)
- Il corriere - The Mule (The Mule), regia di Clint Eastwood (2018)
- John Wick 3 - Parabellum (John Wick: Chapter 3 - Parabellum), regia di Chad Stahelski (2019)
- Che fine ha fatto Bernadette? (Where'd You Go, Bernadette), regia di Richard Linklater (2019)
- Running with the Devil - La legge del cartello (Running with the Devil), regia di Jason Cabell (2019)
- L'uomo dei ghiacci - The Ice Road (The Ice Road), regia di Jonathan Hensleigh (2021)
- La cena delle spie (All the Old Knives), regia di Janus Metz (2022)
- L'accademia del bene e del male (The School for Good and Evil), regia di Paul Feig (2022)
- John Wick 4 (John Wick: Chapter 4), regia di Chad Stahelski (2023)
- Megalopolis, regia di Francis Ford Coppola (2024)
- Operazione vendetta (The Amateur), regia di James Hawes (2025)

#### Televisione
- If You Give a Dance, You Gotta Pay the Band, regia di Fred Coe – film TV (1972)
- Una vita da vivere (One Life to Life) – serie TV (1973-1976)
- Bagliori di guerra (A Rumor of War), regia di Richard T. Heffron – film TV (1980)
- Miami Vice – serie TV, episodio 3x04 (1986)
- Decoration Day, regia di Robert Markowitz – film TV (1990)
- Viaggio all'inferno (Hearts of Darkness: A Filmmaker's Apocalypse), regia di Fax Bahr, George Hickenlooper ed Eleanor Coppola – documentario (1991)
- TriBeCa – serie TV, episodio 1x01 (1993)
- I ragazzi di Tuskegee (The Tuskegee Airmen), regia di Robert Markowitz – film TV (1995)
- Before Your Eyes, regia di Jonathan Klein – film TV (1996)
- Il colore del sangue (Miss Evers' Boys), regia di Joseph Sargent – film TV (1997)
- Always Outnumbered - Giustizia senza legge (Always Outnumbered), regia di Michael Apted – film TV (1998)
- CSI - Scena del crimine (CSI: Crime Scene Investigation) – serie TV, 61 episodi (2009-2011)  Raymond Langstone
- CSI: Miami – serie TV, episodio 8x07 (2009)   Raymond Langstone
- CSI: NY – serie TV, episodio 6x07 (2009)  Raymond Langstone
- Thurgood, regia di Michael Stevens – film TV (2011)
- Have a Little Faith, regia di Jon Avnet – film TV (2011)
- Hannibal – serie TV, 36 episodi (2013-2015)
- Black-ish – serie TV, 76 episodi (2014–2022)
- I Muppet – serie TV, episodio 1x02 (2015)
- Radici (Roots) – miniserie TV (2016)

### Doppiatore
- Osmosis Jones, regia dei fratelli Farrelly (2001)
- Kiss Kiss Bang Bang, regia di Shane Black - cameo non accreditato
- The Matrix: Path of Neo – videogioco (2005)
- TMNT, regia di Kevin Munroe (2007)
- I Fantastici 4 e Silver Surfer (Fantastic Four: Rise of the Silver Surfer), regia di Tim Story (2007)
- Khumba, regia di Anthony Silverston (2013)
- Moon Girl e Devil Dinosaur (Moon Girl and Devil Dinosaur) - serie animata (2023-in corso)
- What If...? - serie animata, episodio 2x02 (2023)
- Transformers One, regia di Josh Cooley (2024)

## Riconoscimenti
- Premio Oscar
  - 1994 – Candidatura al miglior attore per Tina - What's Love Got to Do with It

- Golden Globe
  - 1996 – Candidatura al miglior attore in una mini-serie o film per la televisione per I ragazzi di Tuskegee

- Premio Emmy
  - 1993 – Miglior attore guest star in una serie drammatica per TriBeCa
  - 1996 – Candidatura al miglior attore in una miniserie o film per la televisione per I ragazzi di Tuskegee
  - 1997 – Candidatura al miglior attore in una miniserie o film per la televisione per Il colore del sangue
  - 1997 – Miglior film per la televisione per Il colore del sangue
  - 2011 – Candidatura al miglior attore in una miniserie o film per la televisione per Thurgood
  - 2016 – Candidatura alla miglior serie comica per Black-ish
  - 2018 – Candidatura al miglior serie comica per Black-ish
  - 2018 – Candidatura al miglior narratore per Year Million
  - 2020 – Miglior attore in una miniserie commedia o drammatica per #FreeRayshawn
  - 2021 – Candidatura alla miglior serie commedia per Black-ish

- Screen Actors Guild Award
  - 1996 – Candidatura al miglior attore in un film televisivo o miniserie per I ragazzi di Tuskegee
  - 2004 – Candidatura al miglior cast cinematografico per Mystic River
  - 2007 – Candidatura al miglior cast cinematografico per Bobby
  - 2012 – Candidatura al miglior attore in un film televisivo o miniserie per Thurgood

- MTV Movie Awards
  - 2000 – Miglior combattimento (condiviso con Keanu Reeves) per Matrix
  - 2000 – Candidatura alla miglior coppia (condiviso con Keanu Reeves) per Matrix

- Hollywood Film Awards
  - 2006 – Miglior cast cinematografico per Bobby

## Doppiatori italiani
Nelle versioni in italiano delle opere in cui ha recitato, Laurence Fishburne è stato doppiato da:
- Massimo Corvo in King of New York, Uomini al passo, Othello, Inseguiti, Punto di non ritorno, Hoodlum, Matrix, CSI - Scena del crimine, Vite difficili, CSI: Miami, Matrix Reloaded, Mystic River, Matrix Revolutions, CSI: NY, Five Fingers - Gioco mortale, Tortured, Predators, Contagion, L'uomo d'acciaio, Hannibal, Poliziotto in prova, Black-ish, Standoff - Punto morto, Batman v Superman: Dawn of Justice,  Passengers, Radici, John Wick - Capitolo 2, Ant-Man and the Wasp, Il corriere - The Mule, John Wick 3 - Parabellum, Running with the Devil - La legge del cartello, La cena delle spie, L'accademia del bene e del male, John Wick 4, Megalopolis, Operazione vendetta
- Alessandro Rossi in Giardini di pietra, Aule turbolente, Boyz n the Hood - Strade violente, Assault on Precinct 13, Bobby, Blindato
- Paolo Buglioni in Conflitto di classe, The Signal, Che fine ha fatto Bernadette?
- Francesco Pannofino in Massima copertura, L'università dell'odio, La giusta causa
- Stefano Mondini in Biker Boyz, Mission: Impossible III, I Muppet
- Fabrizio Pucci in Bad Company, Bobby Z - Il signore della droga
- Sandro Acerbo in Apocalypse Now
- Luca Biagini ne Il giustiziere della notte n. 2
- Massimo Cinque in Miami Vice
- Mario Cordova in Il colore viola
- Michele Gammino in Nightmare 3 - I guerrieri del sogno
- Claudio Capone in Danko
- Luciano Roffi in Viaggio all'inferno
- Massimo Lodolo in Tina - What's Love Got to Do with It
- Saverio Moriones in In cerca di Bobby Fischer
- Ivo De Palma ne I ragazzi di Tuskegee
- Roberto Draghetti in 20/20 Target criminale
- Angelo Nicotra in Una parola per un sogno
- Luca Ward in 21
- Riccardo Lombardo in The Colony
- Metello Mori in Ti lascio la mia canzone
- Paolo Marchese ne L'uomo dei ghiacci - The Ice Road
- Francesco Venditti in Apocalypse Now Redux

Da doppiatore è sostituito da:
- Massimo Corvo in Osmosis Jones, The Matrix: Path of Neo, TMNT, I Fantastici 4 e Silver Surfer, Moon Girl e Devil Dinosaur, What If...?, Transformers One
- Roberto Draghetti in Khumba